# Centrale solaire de Solana
La Centrale solaire Solana (Solana Generating Station) est une centrale solaire thermodynamique construite près de Gila Bend, dans l'Arizona, à environ 110 km au sud-ouest de Phoenix, mise en service début octobre 2013. Elle a été construite par la compagnie espagnole Abengoa Solar et fournit une puissance totale de 280 MW qui suffit à alimenter 70 000 foyers tout en évitant l'émission d'environ 475 000 tonnes de CO2. Son nom est le terme espagnol pour « endroit ensoleillé ».

## Description
La centrale emploie une technologie propriétaire de centrale solaire thermodynamique à miroirs cylindro-paraboliques développée par Abengoa. Elle comprend 3200 miroirs larges de 25 pieds (7,5 mètres), longs de 500 pieds (150 mètres) et hauts de 10 pieds (3 mètres).
Elle couvre une superficie de 770 hectares. La construction a créé environ 1 500 emplois ; après sa mise en service, la centrale emploie 85 travailleurs à plein temps.
Les centrales solaires thermiques utilisent beaucoup plus d'eau pour leur refroidissement que les autres technologies solaires électrogènes. Néanmoins, le Sierra Club soutient ce projet, parce qu'il est construit sur un terrain privé et utilise « 75 à 85 % d'eau en moins que l'usage agricole courant ».

### Stockage de chaleur
Un des principaux avantages d'une centrale solaire thermodynamique est que le stockage de l'énergie peut être réalisé efficacement, de telle sorte qu'une production 24 h/24 peut être assurée, et programmée de façon à pouvoir répondre aux exigences de la demande. La Centrale solaire de Solana est conçue pour assurer six heures de stockage. Ce stockage lui permet de satisfaire la demande pendant les fins d'après-midi d'été et en début de nuit.

## Aspects économiques
Arizona Public Service (APS) s'est engagé par contrat à acheter pendant 30 ans 100 % de la production d'électricité de Solana, afin de remplir la mission fixée par l'Arizona Corporation Commission (ACC) aux services publics réglementés par l'État de l'Arizona de fournir 15 % de leur électricité à partir d'énergies renouvelables d'ici 2025. APS paie environ 14 U.S. cents/kWh. La centrale Solana, prévue à l'origine pour ouvrir en 2011, a un coût estimé à 2 milliards de U.S.$. En décembre 2010, Abengoa a reçu de l'État fédéral une garantie de prêt de 1,45 milliard de U.S.$ pour soutenir la construction de la centrale.

### Sources
- (en) Cet article est partiellement ou en totalité issu de l’article de Wikipédia en anglais intitulé « Solana Generating Station » (voir la liste des auteurs).